# Powderly (Kentucky)
Powderly es una ciudad ubicada en el condado de Muhlenberg en el estado estadounidense de Kentucky. En el Censo de 2010 tenía una población de 745 habitantes y una densidad poblacional de 176,04 personas por km².

## Geografía
Powderly se encuentra ubicada en las coordenadas 37°14′20″N 87°9′16″O / 37.23889, -87.15444. Según la Oficina del Censo de los Estados Unidos, Powderly tiene una superficie total de 4.23 km², de la cual 4.13 km² corresponden a tierra firme y (2.51%) 0.11 km² es agua.

## Demografía
Según el censo de 2010, había 745 personas residiendo en Powderly. La densidad de población era de 176,04 hab./km². De los 745 habitantes, Powderly estaba compuesto por el 97.32% blancos, el 0% eran afroamericanos, el 0.4% eran amerindios, el 0.54% eran asiáticos, el 0% eran isleños del Pacífico, el 0.81% eran de otras razas y el 0.94% pertenecían a dos o más razas. Del total de la población el 1.07% eran hispanos o latinos de cualquier raza.